# Jean-Louis Bousquet
Jean-Louis Bousquet (ur. 30 kwietnia 1949 roku) – francuski kierowca wyścigowy.

## Kariera
Bousquet rozpoczął karierę w międzynarodowych wyścigach samochodowych w 1975 roku od startów w Francuskiej Formule Renault, gdzie dwukrotnie stawał na podium, w tym raz na jego najwyższym stopniu. Z dorobkiem czterdziestu punktów uplasował się tam na ósmej pozycji w klasyfikacji generalnej. Dwa lata później w tej samej serii był wicemistrzem. W późniejszych latach Francuz pojawiał się także w stawce 24-godzinnego wyścigu Le Mans, World Challenge for Endurance Drivers, Francuskiej Formuły 3, French Touring Car Championship, French Supertouring Championship oraz World Sports-Prototype Championship.